# Dorhynchus thomsoni
Dorhynchus thomsoni is een krabbensoort uit de familie van de Inachidae. De wetenschappelijke naam van de soort is voor het eerst geldig gepubliceerd in 1873 door Thomson.